# Jarujinia
Jarujinia bipedalis es la única especie conocida de reptil del género Jarujinia perteneciente a la familia de los escincos. Es endémico de la provincia de Ratchaburi (Tailandia). Se caracteriza por poseer sólo patas delanteras residuales, las patas traseras están ausentes, de allí la etimología de su nombre.

## Publicación original
- Chan-Ard, Makchai & Cota, 2011: Jarujinia: A New Genus of Lygosomine Lizard from Central Thailand, with a Description of One New Species. The Thailand Natural History Museum Journal, vol. 5, n.º 1, pp. 17-24.

- Datos: Q13583165
- Especies: Jarujinia